# Христо Смирненски (жилищен комплекс)
„Христо Смирненски“ е квартал на град София, България, разположен в район „Слатина“, на 4,7 километра източно от центъра на града.
Кварталът е разположен между булевард „Шипченски проход“ и железопътната линия „София – Вакарел“. Граничи с промишлената зона около гара „Подуяне“ на север, квартал „Христо Ботев“ и промишлена зона „Слатина“ на изток, квартал „Гео Милев“ на югозапад и парка „Гео Милев“ и квартал „Подуяне“ на запад.
„Христо Смирненски“ се формира като комплекс от многоетажни жилищни блокове по левия бряг на Слатинска река, като по-късно към него е присъединен и разположеният на другия бряг на реката квартал „Слатина“. По поречието на реката е изграден парк.
В квартала са разположени училищата 157-о ГИЧЕ „Сесар Вайехо“, 148-о ОУ „Проф. Любомир Милетич“ и 109-о ОУ „Христо Смирненски“. Жилищните сгради са предимно едропанелни (от серии Бс-69-Сф, Бс-2-69 и Ос-68-Гл) и ЕПК.

## Градски транспорт

### Автобусни линии
Автобусна линия: 1
Автостанция Гео Милев – село Кокаляне
Автобусна линия: 3
Автостанция Гео Милев – село Долни Пасарел
Автобусна линия: 5
Автостанция Гео Милев – село Долни Лозен
Автобусна линия: 11
Автостанция Гео Милев – ж.к. Овча купел 2
Автобусна линия: 75
Автостанция Гео Милев – Орлов мост
Автобусна линия: 404
АП Дружба – Централна гара

### Електробусни линии
Електробусна линия: 6
Автостанция Гео Милев – село Герман
Електробусна линия: 9
Автобаза Искър – Ул. Ген. Гурко
Електробусна линия: 123

Автостанция Гео Милев – лифт Симеоново
- Войнишки паметник на загиналите от с. Слатина във войните 1912 – 1945 г.
- Църквата „Св. Троица“
- Слатинското неолитно селище откъм бул. Шипченски проход (зад оградата)
- Лазарки от Слатина

## Улици и произход на имената им
| Път                        | Наречен на | Местоположение |
| -------------------------- | --- | -------------- |
| „587“                      | – | Карта          |
| „589“                      | – | Карта          |
| „590“                      | – | Карта          |
| „592“                      | – | Карта          |
| „593“                      | – | Карта          |
| „598“                      | – | Карта          |
| „599“                      | – | Карта          |
| „Александър Момчев“        | ? | Карта          |
| „Асен Йорданов“            | Асен Йорданов (1896 – 1967), инженер                                                                           | Карта          |
| „Борис Новоселски“         | ? | Карта          |
| „Боян Магесник“            | Боян Мага (X век), княз                                                                                        | Карта          |
| „Братя Пешеви“             | Стефан Пешев (1854 – 1876), революционер Минчо Пешев (1856 – 1919), политик Петър Пешев (1858 – 1931), политик | Карта          |
| „Владово“                  | Владово, село във Воденско, Гърция                                                                             | Карта          |
| „Ген. Георги Тановски“     | Георги Тановски (1883 – 1944), генерал                                                                         | Карта          |
| „Гео Милев“                | Гео Милев (1895 – 1925), поет                                                                                  | Карта          |
| „Георги Аспарухов – Гунди“ | Георги Аспарухов (1943 – 1971), футболист                                                                      | Карта          |
| „Гледичия“                 | Гледичия (Gleditsia), род растения                                                                             | Карта          |
| „Даскал Никита“            | ? | Карта          |
| „Джеймс Харвей Гол“        | Джеймс Харви Гол (1911 – 1945), американски археолог                                                           | Карта          |
| „Иван Димитров-Куклата“    | ? | Карта          |
| „Иван Сергиев“             | ? | Карта          |
| „Иван Щерев“               | Иван Щерев (1900-1942), комунистически деец                                                                    | Карта          |
| „Източна тангента“         | Изток, географска посока                                                                                       | Карта          |
| „Камчия“                   | Камчия, река в Източна България                                                                                | Карта          |
| „Кирил Божиков“            | Кирил Божиков (1895 – 1967), комунистически деец                                                               | Карта          |
| „Корал“                    | Корали, клас животни                                                                                           | Карта          |
| „Коста Лулчев“             | Коста Лулчев (1882 – 1965), политик                                                                            | Карта          |
| „Коста Петрунов“           | ? | Карта          |
| „Кривина“                  | Кривина, село в Елинпелинско                                                                                   | Карта          |
| „Марко Бочар“              | Марко Бочар (1788 – 1823), гръцки революционер                                                                 | Карта          |
| „Мирково“                  | Мирково, село в Пирдопско                                                                                      | Карта          |
| „Момина чешма“             | ? | Карта          |
| „Мъдрен“                   | ? | Карта          |
| „Нектар“                   | Нектар, растителен сок                                                                                         | Карта          |
| „Никола Тесла“             | Никола Тесла (1856 – 1943), сръбско-американски инженер                                                        | Карта          |
| „Околчица“                 | Околчица, връх в Стара планина                                                                                 | Карта          |
| „Партизанска Битка“        | Партизанско движение в България (1941 – 1944)                                                                  | Карта          |
| „Поп Харитон“              | Харитон Халачев (1835 – 1876), революционер                                                                    | Карта          |
| „Професор Цветан Лазаров“  | Цветан Лазаров (1896 – 1961), инженер                                                                          | Карта          |
| „Роглец“                   | Роглец, село в Ломско                                                                                          | Карта          |
| „Ропотамо“                 | Ропотамо, река в Бургаско                                                                                      | Карта          |
| „Румен войвода“            | ? | Карта          |
| „Слатинска“                | Слатина, историческо село                                                                                      | Карта          |
| „Слатинска река“           | Слатинска река, местна река                                                                                    | Карта          |
| „Спътник“                  | Изкуствен спътник, космически апарат                                                                           | Карта          |
| „Стара Слатинска“          | Слатина, историческо село                                                                                      | Карта          |
| „Теменуга“                 | Теменуга (Viola), род растения                                                                                 | Карта          |
| „Хаджи Христо Панката“     | ? | Карта          |
| „Ханово“                   | Ханово, село в Ямболско                                                                                        | Карта          |
| „Хемус“                    | Стара планина, планина в България и Сърбия                                                                     | Карта          |
| „Христо Халачев“           | Христо Халачев, комунистически деец                                                                            | Карта          |
| „Циклама“                  | Циклама (Cyclamen), род растения                                                                               | Карта          |
| „Шипченски проход“         | Шипченски проход, проход в Стара планина                                                                       | Карта          |